# Fonction cylindre parabolique

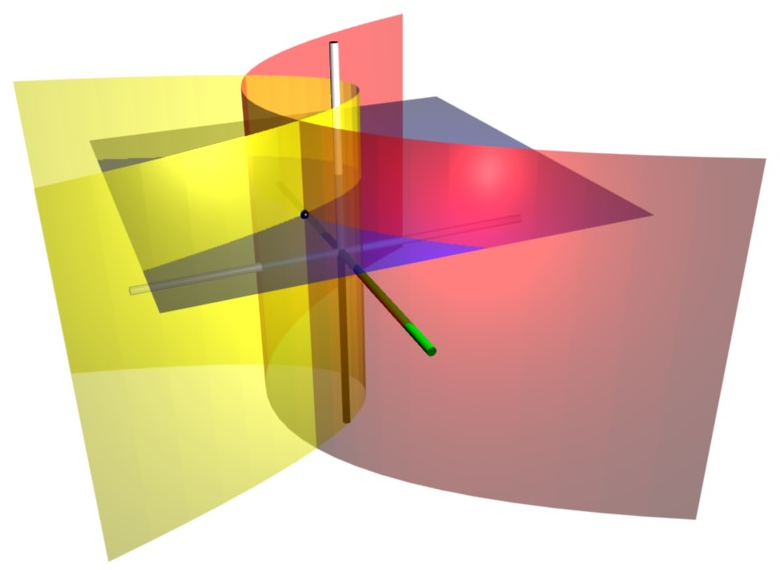
Surface de coordonnées cylindriques paraboliques. Les fonctions cylindre parabolique apparaissent lorsque la séparation des variables est utilisée sur l'équation de Laplace dans ces coordonnées

Tracé de la fonction cylindre parabolique D5(z) dans le plan complexe de -2-2i à 2+2i avec des couleurs créées avec la fonction Mathematica 13.1 ComplexPlot3D

En mathématiques, les fonctions cylindre parabolique sont des fonctions spéciales définies comme des solutions à l'équation différentielle

| {\displaystyle {\frac {\mathrm {d} ^{2}f}{\mathrm {d} z^{2}}}+\left({\tilde {a}}z^{2}+{\tilde {b}}z+{\tilde {c}}\right)f=0.} | \| \| \| \| \| \| \| \| | (1) |
| |                         |     |
| |                         |     |
Cette équation apparait lorsque la technique de séparation des variables est utilisée sur l'équation de Laplace exprimée en coordonnées cylindriques paraboliques.
L'équation ci-dessus peut être amenée sous deux formes distinctes (A) et (B) en complétant le carré et en redimensionnant z, appelées équations de HF Weber (Weber 1869) :
{\displaystyle {\frac {\mathrm {d} ^{2}f}{\mathrm {d} z^{2}}}-\left({\frac {1}{4}}z^{2}+a\right)f=0}    (A)
et
{\displaystyle {\frac {\mathrm {d} ^{2}f}{\mathrm {d} z^{2}}}+\left({\frac {1}{4}}z^{2}-a\right)f=0.}     (B)
Si
{\displaystyle f(a,z)\,}
est une solution, alors le sont aussi
{\displaystyle f(a,-z),f(-a,\mathrm {i} z){\text{ et }}f(-a,-\mathrm {i} z).\,}
Si
{\displaystyle f(a,z)\,}
est une solution de l'équation (A), alors
{\displaystyle f(-\mathrm {i} a,z\mathrm {e} ^{\frac {\mathrm {i} \pi }{4}})\,}
est une solution de (B), et, par symétrie,
{\displaystyle f(-\mathrm {i} a,-z\mathrm {e} ^{\frac {\mathrm {i} \pi }{4}}),f(\mathrm {i} a,-z\mathrm {e} ^{-{\frac {\mathrm {i} \pi }{4}}}){\text{ et }}f(\mathrm {i} a,z\mathrm {e} ^{\frac {-\mathrm {i} \pi }{4}})\,}
sont aussi des solutions de (B).

## Solutions
Il existe des solutions paires et impaires indépendantes de l'équation de la forme (A). Ceux-ci sont donnés par (suivant la notation d'Abramowitz et Stegun (1965)):
{\displaystyle y_{1}(a;z)=\exp(-z^{2}/4)\;_{1}F_{1}\left({\frac {1}{2}}a+{\frac {1}{4}};\;{\frac {1}{2}}\;;\;{\frac {z^{2}}{2}}\right)\,\,\,\,\,\,(\mathrm {paire} )}
{\displaystyle y_{2}(a;z)=z\exp(-z^{2}/4)\;_{1}F_{1}\left({\frac {1}{2}}a+{\frac {3}{4}};\;{\frac {3}{2}}\;;\;{\frac {z^{2}}{2}}\right)\,\,\,\,\,\,(\mathrm {impaire} )}
où {\displaystyle \;_{1}F_{1}(a;b;z)=M(a;b;z)} est la fonction hypergéométrique confluente de première espèce.
D'autres paires de solutions indépendantes peuvent être formées à partir de combinaisons linéaires des solutions ci-dessus (voir Abramowitz et Stegun). Une telle paire est basée sur leur comportement à l'infini :
{\displaystyle U(a,z)={\frac {1}{2^{\xi }{\sqrt {\pi }}}}\left[\cos(\xi \pi )\Gamma (1/2-\xi )\,y_{1}(a,z)-{\sqrt {2}}\sin(\xi \pi )\Gamma (1-\xi )\,y_{2}(a,z)\right]}
{\displaystyle V(a,z)={\frac {1}{2^{\xi }{\sqrt {\pi }}\Gamma [1/2-a]}}\left[\sin(\xi \pi )\Gamma (1/2-\xi )\,y_{1}(a,z)+{\sqrt {2}}\cos(\xi \pi )\Gamma (1-\xi )\,y_{2}(a,z)\right]}
où
{\displaystyle \xi ={\frac {1}{2}}a+{\frac {1}{4}}.}
La fonction U(a , z) se rapproche de zéro pour les grandes valeurs de z et | arg(z)| < π/2, tandis que  V(a , z) diverge pour les grandes valeurs de z réel positif.
{\displaystyle \lim _{z\rightarrow \infty }U(a,z)/\mathrm {e} ^{-z^{2}/4}z^{-a-1/2}=1\,\,\,\,({\text{pour}}\,|\arg(z)|<\pi /2)}
et
{\displaystyle \lim _{z\rightarrow \infty }V(a,z)/{\sqrt {\frac {2}{\pi }}}\mathrm {e} ^{z^{2}/4}z^{a-1/2}=1\,\,\,\,({\text{si}}\,\arg(z)=0).}
Pour les valeurs demi-entières de a, celles-ci (c'est-à-dire U et V) peuvent être réexprimées en termes de polynômes d'Hermite ; alternativement, elles peuvent également être exprimés en termes de fonctions de Bessel.
Les fonctions  U et V peuvent également être apparentées aux fonctions Dp(x) (une notation datant de Whittaker (1902)) qui sont elles-mêmes parfois appelées fonctions cylindre parabolique (voir Abramowitz et Stegun (1965)) :
{\displaystyle U(a,x)=D_{-a-{\tfrac {1}{2}}}(x),}
{\displaystyle V(a,x)={\frac {\Gamma ({\tfrac {1}{2}}+a)}{\pi }}\left[\sin(\pi a)D_{-a-{\tfrac {1}{2}}}(x)+D_{-a-{\tfrac {1}{2}}}(-x)\right].}
La fonction  Da(z) a été introduite par Whittaker et Watson comme solution de l'équation ~(1) avec {\displaystyle {\tilde {a}}=-{\frac {1}{4}},{\tilde {b}}=0,{\tilde {c}}=a+{\frac {1}{2}}} borné à {\displaystyle +\infty } . Il peut être exprimé en termes de fonctions hypergéométriques confluentes comme
{\displaystyle D_{a}(z)={\frac {1}{\sqrt {\pi }}}{2^{a/2}\mathrm {e} ^{-{\frac {z^{2}}{4}}}\left[\cos \left({\frac {\pi a}{2}}\right)\Gamma \left({\frac {a+1}{2}}\right)\,_{1}F_{1}\left(-{\frac {a}{2}};{\frac {1}{2}};{\frac {z^{2}}{2}}\right)+{\sqrt {2}}z\sin \left({\frac {\pi a}{2}}\right)\Gamma \left({\frac {a}{2}}+1\right)\,_{1}F_{1}\left({\frac {1}{2}}-{\frac {a}{2}};{\frac {3}{2}};{\frac {z^{2}}{2}}\right)\right]}.}
Un développement en série entière pour cette fonction a été obtenue par Abadir (1993).